# Sündü
Sündü (także Sundy) jest wioską w rejonie Abşeron w Azerbejdżanie.